# Holsteelvaalhoed
De holsteelvaalhoed (Hebeloma cavipes) is een schimmel in de familie Hymenogastraceae. Hij vormt ectomycorrhiza met verschillende loofbomen. Hij is bekend van onder meer eik, berk, citrus, eucalyptus, populier, linde en wilg.

## Kenmerken

### Uiterlijke kenmerken
Hoed
De hoed heeft een diameter van (10) 19 tot 51 (74) mm. De vorm is convex en soms bolvormig. De hoedkleur is geelbruin tot kaneel tot kastanje of zelfs donker baksteenkleurig, soms met een bleke maar sterk gekleurde zone en ten slotte roze bleekgeel tot crème tot bijna wit nabij de rand. 
Lamelen
De lamellen staat matig uit elkaar geplaatst. De kleur is crème of bruin als ze jong zijn, later sepia naarmate de sporen rijper worden. De rand is gefimbrieerd en bleker dan lamellen. Het aantal lamellen aanwezig is 36 tot 96. Er zijn vaak druppels aanwezig die soms met het blote oog en anders met een 10x loep te zien zijn.
Steel
De steel is (6) 21–60 (81) mm lang en (2) 3–9 (16) mm dik. Hij is centraal geplaatst, soms cilindrisch maar meestal knotsvormig. De kleur is wit tot leerbruin, meestal verkleurend naar bruin naarmate de leeftijd vordert. Het oppervlak van de steel is pruïneus tot floccose aan de top. Er is geen cortina aanwezig. De steel is meestal vol en soms hol.
Geu en smaak
Hij ruikt naar raphanoïde met een snufje cacao. De smaak is raphanoïde tot bitter. 
Sporenprint
De sporenprint is bruinolijf tot omber.

### Microscopische kenmerken
De sporen zijn amygdaloide (amandelvormig), dextrinoïde met een kleine top en meten (7,6) 9,4–14,9 (16,3) × (4,6) 5,0–7,4 (8,3) met een Q-getal van 1.82–2.20. De basidia meten (23) 24–37 (39) × 6–10 (11) μm met een Q-getal van 2.9–4.5. De cheilocystidia hebben aan de toppen een breedte van (3,2) 3,8–9,4 (11,8).

## Verspreiding
De holsteelvaalhoed komt met name voor in Europa, maar er zijn ook waarnemingen uit Noord-Amerika bekend. In Nederland komt hij vrij zeldzaam voor.

## Foto's

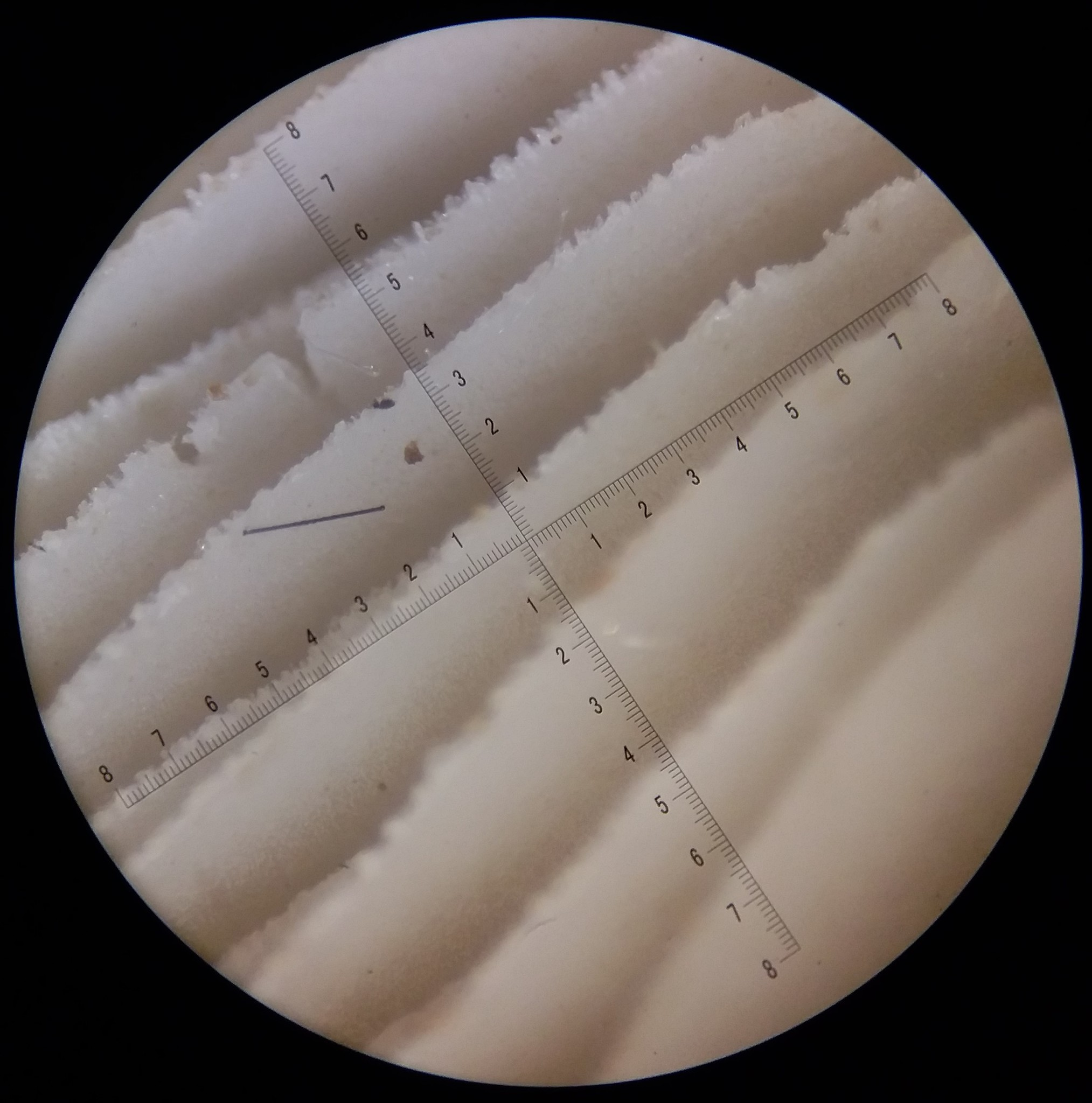
Lamelsnede
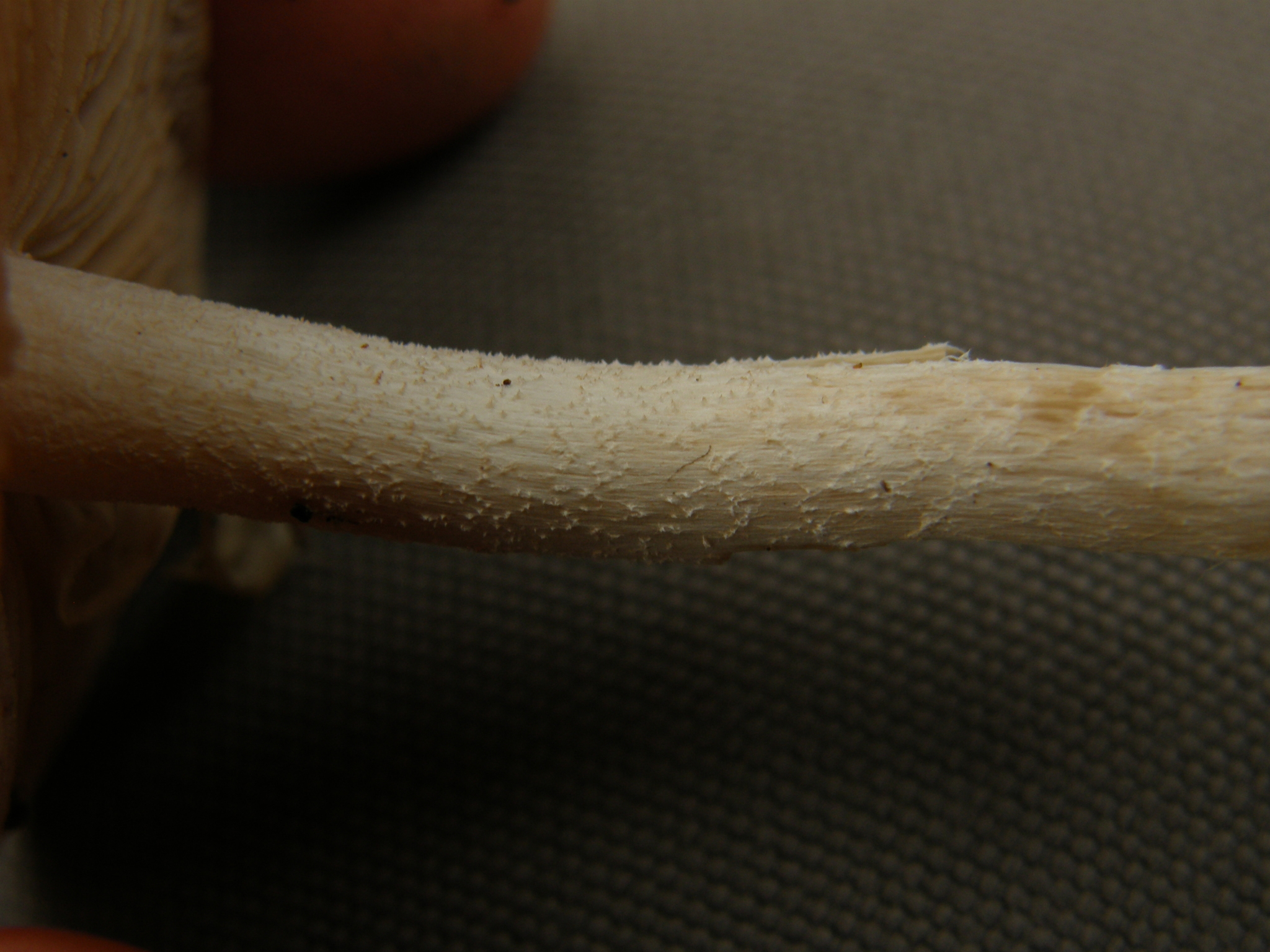
Steeloppervlak
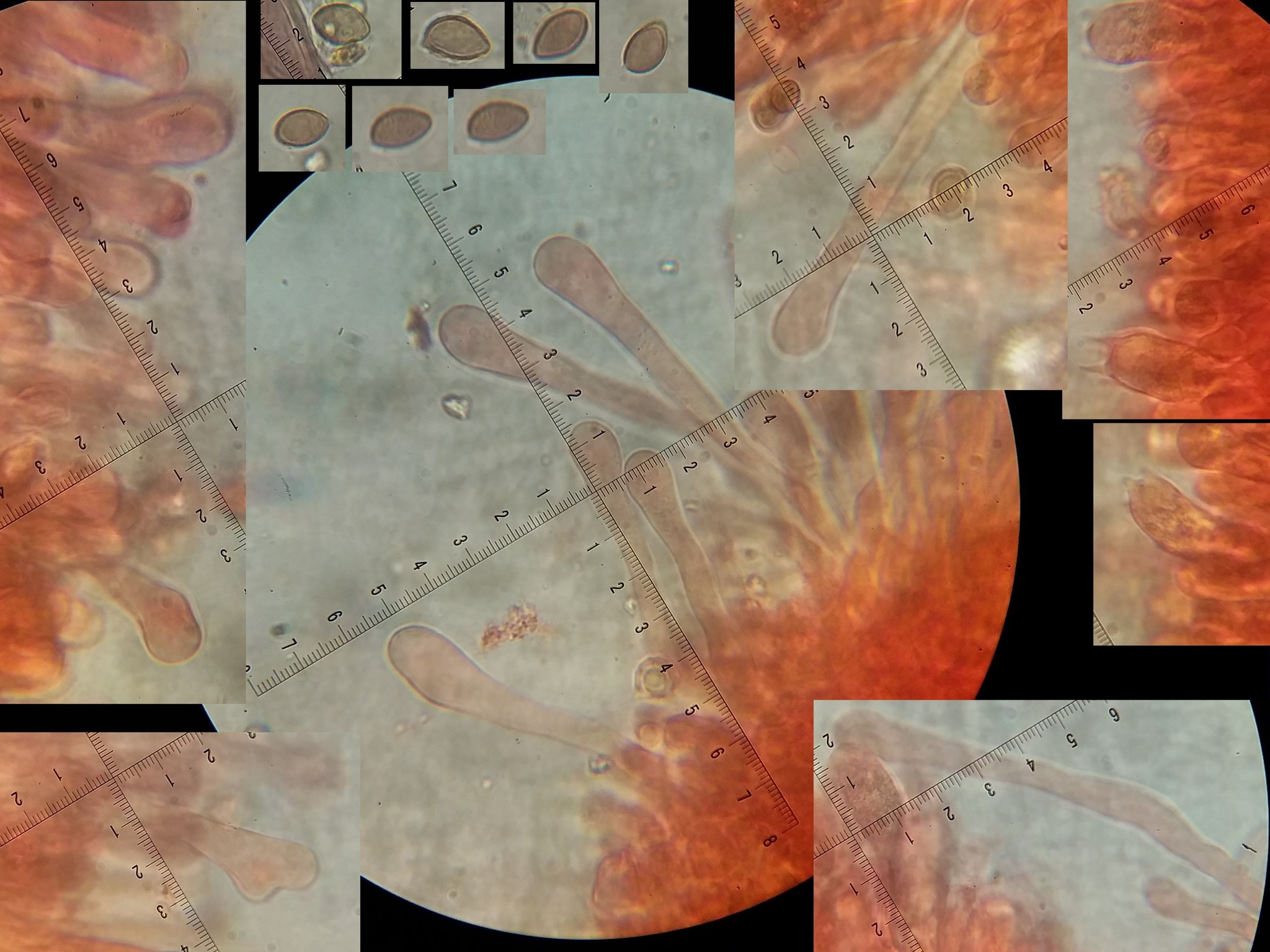
Microscopische kenmerken